# Orgullo y satisfacción
Orgullo y satisfacción és un còmic digital de periodicitat mensual i que analitza l'actualitat en clau humor. Va ser fundada per Guillermo, Albert Monteys, Manel Fontdevila, Bernardo Vergara i Manuel Bartual, tots dibuixants de la revista El Jueves, que abandonaren la publicació en juny de 2014 arran de la censura, per part del grup RBA, d'una portada del setmanari satíric que feia al·lusió a l'abdicació de Joan Carles I.

## Orígens

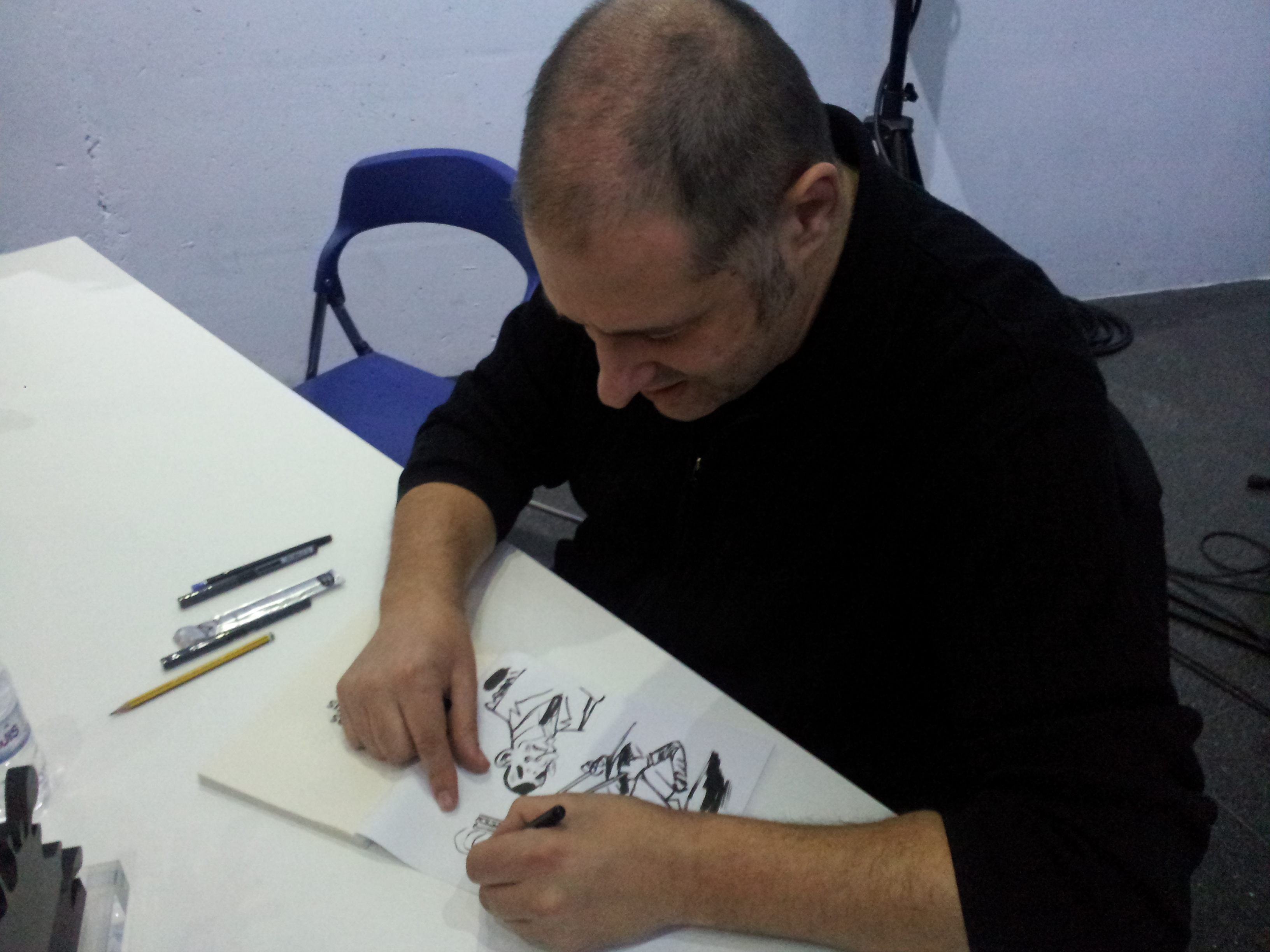
Manel Fontdevila, autor de la portada censurada, realitzant una caricatura de Joan Carles I i Felip VI.

Poc després de les eleccions al Parlament Europeu de 2014, es va anunciar l'abdicació de Joan Carles I i la coronació del seu fill Felip VI. Des de la redacció van decidir dedicar la portada del número 1932 a aquest fet, si bé finalment la revista arribà als quioscos amb una portada descartada, dedicada a l'èxit del partit Podemos a les eleccions europees, descobrint-se poc després que el canvi s'havia produït per pressions del grup RBA, propietari de la revista, que havia manat destruir 60.000 exemplars amb la portada dels monarques.
En fer-se públic l'incident, Albert Monteys, Manel Fontdevila, Bernardo Vergara i altres autors van anunciar que deixaven de publicar a la revista, un fet rellevant perquè formaven el que es considerava el nucli dur de dibuixants i vinyetistes de la publicació, que va perdre 17 col·laboradors en una setmana.
Els artistes que abandonaren el setmanari van ser Ágreda, Albert Monteys, Asier y Javier, Bernardo Vergara, Guillermo, Isaac Rosa, Iu Forn, Lalo Kubala, Luis Bustos, Malagón, Manel Fontdevila, Manuel Bartual, Mel, Paco Alcázar, Paco Sordo, Pepe Colubi i Triz, que poc després anunciaren que llançarien una revista digital, Orgullo y Satisfacción, que apareixeria poc abans de la coronació de Felip VI. Aquest número, que acabaria convertint-se en el número zero de la publicació, va ser publicat per Caramba cómics, editorial creada per un dels dibuixants que abandonaven la revista, Manuel Bartual, i comptava amb 75 pàgines, a un preu d'1,5 € + la voluntat. L'objectiu era que aparegués, almenys, un mitjà crític amb la monarquia per al dia de la coronació.
Orgullo y Satisfacción es va posar a la venda el 18 de juny de 2014, venent 22.000 exemplars en 24 hores, per a superar un total de 35.000. En setembre es va posar a la venda el que seria el primer número d'una nova etapa, on Orgullo y Satisfacción esdevenia una revista mensual. Van vendre 9.000 exemplars, dels quals 2.000 eren subscriptors, una base suficient per a mantenir la viabilitat de l'empresa. A partir d'aquell moment es van anar incorporant sèries i seccions fixes, que en el cas de Manel Fontdevila, va recuperar els seus personatges de Mauricio i Emilia de La Parejita. El 22 de maig de 2015 van publicar el seu primer llibre en paper, dedicat als 40 anys de la democràcia en Espanya.
Finalment, en 2017 anunciaren que deixarien de publicar-la a final d'any per falta de subscriptors.